# Singa hilira
Singa hilira är en spindelart som beskrevs av Alberto Barrion och James A. Litsinger 1995. Singa hilira ingår i släktet Singa och familjen hjulspindlar.
Artens utbredningsområde är Filippinerna. Inga underarter finns listade i Catalogue of Life.